# Sani Issoufou Mahamadou

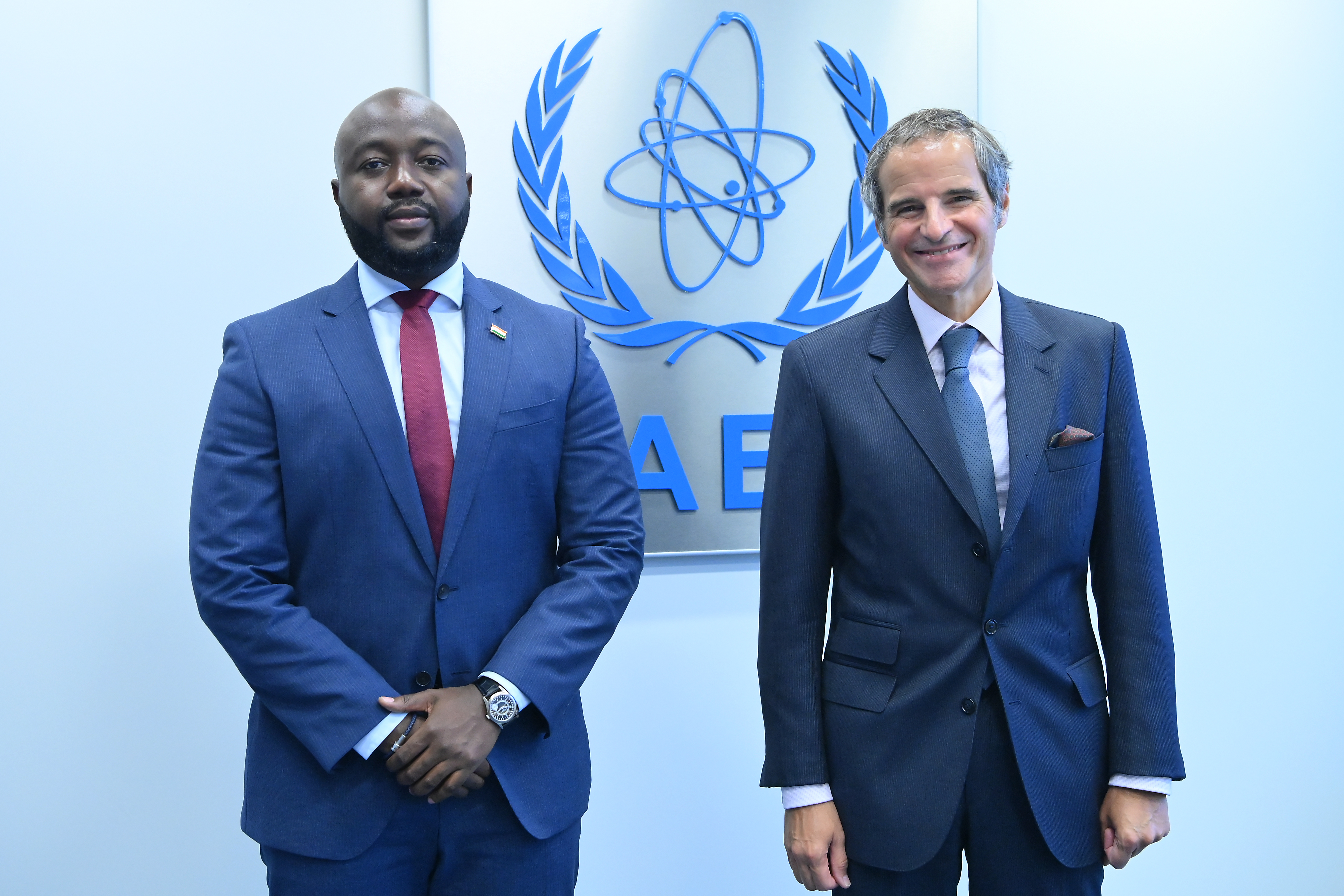
Rafael Mariano Grossi et Mahamane Sani Mahamadou

Sani Issoufou Mahamadou (ou encore Mahamane Sani Mahamadou), né en 1983 à Niamey, est un homme politique nigérien.
Il est, d'avril 2021 à juillet 2023, le ministre du Pétrole, de l’Énergie et des Énergies renouvelables du Niger. À la suite du remaniement ministériel du 23 avril 2022 il devient ministre du pétrole.
Il est le fils de Mahamadou Issoufou, président du Niger de 2011 à 2021.

## Biographie

### Éducation
Sani Issoufou Mahamadou suit des études supérieures aux États-Unis où il obtient un Bachelor of Science en sciences de l’informatique à l’université Purdue. Il poursuit son cursus au Royaume-Uni où il obtient un master en politique économique et commerce international à l’université de Birmingham, puis un master en administration publique à Harvard aux États-Unis, en 2015.

### Carrière professionnelle
En 2007, Sani Issoufou Mahamadou crée Nova Technologies .

### Carrière politique
En juin 2016, Sani Issoufou Mahamadou est nommé conseiller spécial du président de la République du Niger, chargé de la communication, des nouvelles technologies de l’information et de la culture. Le président est alors son père.
Il rejoint en 2011 et en 2016 l’équipe de campagne du Parti nigérien pour la démocratie et le socialisme (PNDS – Tarayya) lors des élections présidentielle (où son père est candidat) et législatives. Il est alors chargé des nouvelles technologies et de la communication.
En 2018, il est promu aux fonctions de directeur de cabinet adjoint du président de la République. Il devient également membre du comité exécutif national du PNDS - Tarayya au sein duquel il occupe les fonctions de secrétaire chargé de l’entreprenariat des jeunes.
Il prend la direction en 2020 de la campagne du candidat Mohamed Bazoum à l’élection présidentielle,. Le 21 février 2021, Mohamed Bazoum est élu président de la République du Niger.
En avril 2021, Sani Issoufou Mahamadou est nommé ministre du Pétrole, de l’Énergie et des Énergies renouvelables du Niger et par la suite avec un remaniement ministériel il devient le patron du Ministère du Pétrole (Niger). Il fait ainsi partie du premier gouvernement du président Mohamed Bazoum dont le Premier ministre est Ouhoumoudou Mahamadou ,.
En juillet 2023, à la suite du coup d'État au Niger, Sani Issoufou Mahamadou, fils de l'ancien président Mahamadou Issoufou, est arrêté le 30 juillet en même temps que certains dignitaires du régime déchu et mis en détention préventive dans un lieu tenu secret.
Le 20 septembre 2023, il est officiellement placé sous mandat de dépôt et transféré à la prison civile de Filingué, une ville située à près de 200 kilomètres au nord-est de Niamey, la capitale nigérienne, où il est gardé prison jusqu’à date d’aujourd’hui. Les chefs d’accusation retenus contre lui sont : « Atteinte à la sûreté de l’état » et « trouble à l’ordre public »
Issoufou est libéré en avril 2025 dans le cadre des « assises nationales pour la refondation » engagées par la junte.

### Vie privée
Surnommé « Abba » ou encore « Abba Issoufou », il est le fils de Mahamadou Issoufou (président du Niger de 2011 à 2021).

## Reconnaissances
En 2020 et 2019, il est classé à la 27e place du classement des jeunes leaders économiques africains de moins de 40 ans du magazine Forbes Afrique et de l'institut Choiseul,,.
Il est le deuxième Nigérien à être diplômé d’Harvard.